# Australian Men's Hardcourt Championships 1991
L'Australian Men's Hardcourt Championships 1991 è stato un torneo di tennis giocato sul cemento. È stata la 14ª edizione del Torneo di Adelaide, che fa parte della categoria World Series nell'ambito dell'ATP Tour 1991. Si è giocato ad Adelaide in Australia dal 31 dicembre 1990 al 7 gennaio 1991.

## Campioni

### Singolare
Nicklas Kulti ha battuto in finale  Michael Stich con il punteggio di 6–3, 1–6, 6–2

### Doppio
Wayne Ferreira /  Stefan Kruger hanno battuto in finale  Paul Haarhuis /  Mark Koevermans con il punteggio di 6–4, 4–6, 6–4